# Hermann Schreck
Hermann Friedrich Theodor Schreck (* 28. Juni 1817 in Belgern; † 30. November 1891) war ein deutscher Jurist und liberaler Politiker (Deutsche Fortschrittspartei).

## Leben und Beruf
Der Sohn des Stadtschreibers Johann Christian Gottlob Schreck (1749–1825) in Belgern besuchte das Kreuzgymnasium in Dresden. Anschließend studierte er von 1836 bis 1839 an der Universität Leipzig Rechtswissenschaften. Von 1842 bis 1851 stand er dem Patrimonialgericht Wellerswalde vor. Parallel dazu ließ er sich 1845 als Rechtsanwalt in Strehla nieder, wechselte als solcher jedoch 1849 nach Pirna. Dort erhielt er zudem seine Zulassung als Notar. Er war stellvertretendes Mitglied der Advokatenkammer Dresden, wohin er 1881 verzog und wiederum als Anwalt und Notar tätig war.
Weiterhin engagierte er sich als Mitglied des Aufsichtsrates der Sächsischen Eisen-Industrie-Gesellschaft in Pirna und der Dresdner Baugesellschaft, die der Verwertung der durch die Elbkorrektionsbauten attraktiv gewordenen Elbuferanlagen gegründet worden war.

## Politik
Schreck gehörte der Deutschen Fortschrittspartei an und nahm im August 1866 an der ersten Landesversammlung der liberal-nationalen Partei Sachsens teil. Von 1863 bis 1869 gehörte er als Vertreter des 6. städtischen Wahlkreises und anschließend nach der 1868er Wahlrechtsreform von 1869 bis zu seinem Tod als Vertreter des 4. städtischen Wahlkreises der II. Kammer des Sächsischen Landtags an. Darüber hinaus war er von August 1867 bis zu seiner Mandatsniederlegung am 12. Februar 1869 dem Reichstag des Norddeutschen Bundes an. In einer Nachwahl wurde Arthur Eysoldt zu seinem Nachfolger bestimmt.